# Regeneratie (ecologie)
Regeneratie is het vermogen van een ecosysteem, met name het milieu en de levende wezens, om volledig te herstellen van de opgelopen schade. Men spreekt ook wel over regeneratieve ecologie. De regeneratie lijkt daarmee op het vergelijkbare vermogen van een cel, weefsel of organisme om zich te herstellen.
Veerkracht tegen kleine verstoringen is een kenmerkend kenmerk van gezonde ecosystemen. Na grote (dodelijke) verstoringen, zoals een brand of het uitsterven van een complete soortgroep (bijvoorbeeld massale insectensterfte), is een onmiddellijke terugkeer naar het vorige dynamische evenwicht niet mogelijk.